# Человек, который смеётся (мюзикл)
«Человек, который смеётся» (англ. The Grinning Man) — трагикомический мюзикл по роману Виктора Гюго 1869 года «Человек, который смеётся» и на либретто Карла Гроуза, на музыку Тима Филлипса, Марка Тейтлера и стихи Карла Гроуза, Тома Морриса, Тима Филлипса и Марк Тейтлер.

## Сюжет
Мюзикл повествует о жизни молодого дворянина Гринпейна, изуродованного в детстве по приказу короля, путешествующего со своим защитником и компаньоном, бродячим философом Урсусом, и Деей, девочкой, которую он спас во время войны от бури.

## История постановки

### Бристоль (2016)
Мировая премьера мюзикла состоялась в Бристоле Олд Вике, предварительные просмотры начались 13 октября, а основные показы прошли с 20 октября до 13 ноября 2016 года. Режиссером постановки был Том Моррис, декорации — Джон Баусор, костюмы — Джин Чан, постановка движений — Джейн Гибсон, дизайн освещения — Ричард Хауэлл, звуковой дизайн — Саймон Бейкер, режиссура и дизайн кукол — Gyre & Gimble (Финн Колдуэлл и Тоби Олие).

### Лондон (2017-18)
После успеха показа в Бристоле мюзикл был переведен на Trafalgar Studios (Студия 1) в Лондонском Вест-Энде, предварительный просмотр начался с 5 декабря, основной показ прошёл 18 декабря 2017 года. Постановка была окончательно закрыта 5 мая 2018 года.
Во время пандемии было объявлено, что Бристоль Олд Вик будет транслировать архивную запись постановки (с участием оригинального состава Бристоля) на YouTube с 26 июня по 3 июля 2020 года.
Пьеса была опубликована Samuel French, Inc. 5 мая 2021 года.

### Мельбурн (2024)
19 декабря 2023 года было объявлено, что международная премьера спектакля состоится в Alex Theaters St Kilda, предварительный просмотр начался 25 апреля, а премьера состоялась 2 мая и завершилась 19 мая. Эта постановка сочетала в себе элементы постановок Бристоля и Вест-Энда.

### Москва (2022 — по н. в.)
4 и 5 февраля 2022 года в Off-театре для прессы и зрителей прошла открытая читка мюзикла. В роли Дэи вышла Вилена Соколова, Урсуса и Короля сыграл Андрей Школдыченко, Джозиану воплотила Галина Шиманская, Дэвида Дерри-Мойра доверили Никите Радченко, королеву Анжелику и маму Гринпейна показала Юлия Олейник, в ролях Озрика и Повешенного выступил Павел Стукалов, Баркильфедро изобразил Руслан Герасименко и роль Гринпейна представил Андраник Петросян 5 февраля. Предварительные просмотры превью прошли 23-25 сентября, а премьера состоялась 21-23 октября во Дворце на Яузе. Приобретенная по лицензии постановка Вест-Энда, режиссёром Русланом Герасименко была исполнена с сохранением драматических сцен и сюжета, но в ином режиссерском и художественном воплощении версии истории Гринпейна, Дэи и Урсуса. 25 апреля 2024 в ДК Выборгский в Санкт-Петербурге впервые состоялся показ мюзикла.

## Список песен
| Акт I - «Grab It By The Horn (Pre Show)» («Возьмите его за рог (предварительный показ)») — Ганс и кровоточащие щеки, музыканты ансамбля - «Laughter Is The Best Medicine» («Смех — лучшее лекарство») — Баркильфедро, Кинг Кларенс, Джозиана, Дерри-Мойр, Анжелика, ансамбль - «Show Us Your Face» («Покажи нам свое лицо») — Мать, Гринпейн, ансамбль - «The Mothers Song» («Песня матери») — Мать, Гринпейн. - «Hymn Of The Hanged» («Гимн повешенных») — Трело, Гринпейн - «Cry Of Pain» («Крик боли») — Гринпейн - «Stars In The Sky» («Звезды в небе») — Урсус - «Blind To Nothing» («Слепой ни к чему») — Дея, Урсус, Гринпейн. - «Beauty And The Beast» («Красавица и чудовище») — Гринпейн, Дея. - «Weep Oh Weep» («Плачь, плачешь») — Ансамбль «Купсак» - «Somethings Going To Change» («Что-то изменится») — Королева Анжелика, ансамбль «Купсак» - «Never Seen A Face Like This» («Никогда не видела такого лица») — Дерри-Мойр, Джозиана. - «Born Broken» («Рожденный сломанным») — Дея, Гринпейн, Урсус. - «I Am The Freak Show» («Я — шоу уродов») — Гринпейн. - «Roll Up!» («Свернуть!») — Ансамбль - «Josiana’s Letter» («Письмо Джозианы») — Джозиана, Гринпейн. - «A Scar Is Born!» («Рождение шрама!») — ансамбль, Гринпейн | Акт II - «Labyrinth» («Лабиринт») — Гринпейн - «Only a Clown/Give Me Back My Mother (Reprise)» («Только клоун / Верни мне мою мать (Реприза)») — Баркильфедро, Трелоу, король Кларенс, Мать, Гринпейн, Урсус - «Brand New World Of Feeling» («Совершенно новый мир чувств») — Гринпейн, Джозиана. - «The Smiling Song» («Песня об улыбке») — ансамбль, Гринпейн. - «A New Beginning» («Новое начало») — Гринпейн, Королева Анжелика, Джозиана, Дерри-Мойр, ансамбль. - «Burn Down The Fair» («Сжечь ярмарку») — Баркильфедро, Квейк, ансамбль - Финал: «The Last Kiss» «Revenge And Mercy» «The Smile In Your Face» «Beauty And The Beast» «New Royal Motto» («Последний поцелуй», «Месть и милосердие», «Улыбка на твоем лице», «Красавица и чудовище», «Новый королевский девиз») — Гринпейн, Дея, Джозиана, королева Анжелика, Дерри-Мойр, Баркильфедро, Мать, Трелоу, ансамбль - «Stars In The Sky (Reprise)» («Звезды в небе (Реприза)») — Гринпейн, Дея, Урсус, ансамбль |

13 июля 2018 года была выпущена запись актерского состава с участием оригинального лондонского каста, которая содержала 19 песен с шоу, включая бонус-трек «Только клоун», записанный Джулианом Бличом.

## Действующие лица и исполнители
| Персонаж                                                     | Бристоль (2016)  | Вест-Энд (2017)             | Дворец на Яузе (2022) / Театр им. Гоголя (2023)       | Мельбурн (2024)\|             |
| ------------------------------------------------------------ | ---------------- | --------------------------- | ----------------------------------------------------- | ----------------------------- |
| Гринпейн                                                     | Луи Маскелл      | Луи Маскелл                 | Павел Стукалов / Ярослав Баярунас / Алексей Петров    | Саймон Максвелл               |
| Озрик / Молодой Гринпейн                                     | Н/Д              | Н/Д                         | Павел Стукалов / Андраник Петросян                    | Мэттью Хирн                   |
| Баркильфедро                                                 | Джулиан Блич     | Джулиан Блич                | Руслан Герасименко / Денис Сарайкин / Алексей Петров  | Дженнифер Вулетич             |
| Урсус                                                        | Шон Кингсли      | Шон Кингсли                 | Андрей Школдыченко / Денис Сарайкин                   | Дом Хеннекен                  |
| Герцогиня Джозиана                                           | Глория Онитири   | Аманда Уилкин               | Галина Безрук / Галина Шиманская / Юлия Олейник       | Мелани Бёрд                   |
| Дея                                                          | Одри Бриссон     | Санне Ден Бестен            | Вилена Соколова / Дарья Январина                      | Луиза Скрофани                |
| Молодая Деа                                                  | Н/Д              | Н/Д                         | Н/Д                                                   | Лилли Каскун                  |
| Озрик Уродец-Спорщик из Стоукса Крофта / Лорд Хэзлитт Трелоу | Эван Блэк        | Эван Блэк                   | Павел Стукалов / Андраник Петросян                    | Н/Д                           |
| Голова Моджо / Архиепископ Купсак                            | Стюарт Энджелл   | Джеймс Александр-Тейлор     | Александр Казаков / Андрей Школдыченко / Андрей Ежов  | Н/Д                           |
| Моджо / Виолончелист                                         | Н/Д              | Н/Д                         | Руслан Герасименко / Андрей Абельцев                  | Кэмерон Байрактаревич-Хейворд |
| Лорд Дэвид Дерри-Мойр                                        | Стюарт Нил       | Марк Андерсон               | Никита Радченко / Артем Елисеев / Игорь Скрипко       | Энтони Крейг                  |
| Королева Анжелика                                            | Патриция Куявска | Джули Атертон               | Анастасия Макарова / Ольга Вечерик                    | Стефани Астрид Джон           |
| Король Кларенс                                               | Шон Кингсли      | Джим Китсон / Дэвид Бардсли | Денис Сарайкин / Андрей Школдыченко                   | Дом Хеннекин                  |
| Леди Трелоу / Квейк                                          | Глория Обианьо   | София Маккей                | Юлия Олейник / Дарья Бурлюкало                        | Шелли Данлоп                  |
| Лорд Трелоу / Гитарист                                       | Н/Д              | Н/Д                         | Н/Д                                                   | Люк Леонг-Тай                 |
| Тело Моджо / Ледяная женщина                                 | Элис Барклай     | Лорен О’Дэйр                | Н/Д                                                   | Н/Д                           |
| Ансамбль                                                     | Н/Д              | Кристина Блум               | Юлия Олейник / Дарья Бурлюкало                        | Н/Д                           |
| Ансамбль                                                     | Н/Д              | Джонатан Кобб               | Александр Казаков / Андрей Абельцев                   | Н/Д                           |
| Ансамбль                                                     | Н/Д              | Лео Элсо                    | Александр Шарабарин                                   | Н/Д                           |
| Ансамбль                                                     | Н/Д              | Клэр-Мари Холл              | Валерия Морарь / Дарья Маринчева / Кристина Толмачёва | Н/Д                           |

- Открывающий превью состав 23 сентября 2022 (Москва, Дворец на Яузе)
  - Гринпейн — Павел Стукалов
  - Дея — Вилена Соколова
  - Баркильфедро — Руслан Герасименко
  - Урсус — Денис Сарайкин
  - Джозиана — Юлия Олейник
  - Дерри-Мойр — Никита Радченко
  - Анжелика — Ольга Вечерик
  - Озрик/Повешенный — Андраник Петросян
  - Мама/Ансамбль — Анастасия Макарова
  - Купсак/Ансамбль — Андрей Ежов
  - Ансамбль — Дарья Маринчева, Кристина Толмачева, Александр Шарабарин

- Премьерный состав 21 октября 2022 (Москва, Дворец на Яузе)
  - Гринпейн — Ярослав Баярунас
  - Дея — Дарья Январина
  - Баркильфедро — Денис Сарайкин
  - Урсус — Андрей Школдыченко
  - Джозиана — Галина Безрук
  - Дерри-Мойр — Игорь Скрипко
  - Анжелика — Ольга Вечерик
  - Озрик/Повешенный — Андраник Петросян
  - Мама/ансамбль — Анастасия Макарова
  - Купсак/ансамбль — Александр Казаков
  - Моджо/ансамбль — Андрей Абельцев
  - Ансамбль — Дарья Маринчева, Кристина Толмачева, Александр Шарабарин

- Петербургский состав 25 апреля 2024 (Санкт-Петербург, ДК Выборгский)
  - Гринпейн — Ярослав Баярунас
  - Дея — Дарья Январина
  - Баркильфедро — Руслан Герасименко
  - Урсус — Андрей Школдыченко
  - Джозиана — Галина Безрук
  - Дерри-Мойр — Игорь Скрипко
  - Анжелика — Анастасия Макарова
  - Озрик/Повешенный — Андраник Петросян
  - Мама/Ансамбль — Дарья Бурлюкало
  - Купсак/Ансамбль — Александр Казаков
  - Моджо — Андрей Абельцев
  - Ансамбль — Валерия Морарь, Кристина Толмачева, Александр Шарабарин

- Постановочная команда
  - Режиссер-постановщик — Руслан Герасименко
  - Режиссер-хореограф — Рамуне Ходоркайте
  - Художник-постановщик — Вера Никольская
  - Музыкальный руководитель — Екатерина Гусар
  - Русский текст — Елена Юдина
  - Художник по свету — Андрей Абрамов.
  - Либретто — Карл Гроуз
  - Композиторы — Тим Филлипс, Марк Тейтлер
  - Слова — Карл Гроуз, Том Моррис, Тим Филлипс и Марк Тейтлер
  - Продюсерская команда — «Creative lab STAIRWAY»

## Критика
«Человек, который смеётся» получил в основном положительные отзывы, а издание «The Guardian» назвало его «невероятно театральным тщеславием» и присвоило ему четыре звезды из пяти, и The Stage, назвав его «необычным, но заманчивым». Однако газета Evening Standard' поставила ему две звезды из пяти, сославшись на «ужасающе неясное» повествование и «во многом незабываемую» музыку и пение.
Мюзикл «Человек, который смеётся» открывал второй вечер «Выходных мюзикла» 18 февраля 2024 года. 26 марта 2023 года постановка была представлена и выиграла премию фестиваля мюзикла «X-40» по мнению жюри, и в июле попала в лонг-лист премии «Звезда Театрала» в номинации «Лучший музыкальный спектакль».
В октябре 2023 года судейской коллегией мюзикл и режиссёр были выдвинуты на наивысшую национальную театральную премию «Золотая маска» в номинации «Оперетта-мюзикл», награждение лауреатов прошло 24 июня 2024 года, «новоиспечённый» состав жюри, пришедший накануне взамен ушедшего, в номинации «Лучшая работа режиссёра» премию решил не присуждать никому.
17 сентября 2024 года в рамках V Всероссийского фестиваля новых музыкальных проектов «Другие берега» проходит спектакль в Новосибирском музыкальном театре.